# Weyerburg (Herrschaft)
Die Herrschaft Weyerburg war eine Grundherrschaft im Viertel unter dem Manhartsberg im Erzherzogtum Österreich unter der Enns, dem heutigen Niederösterreich.

## Ausdehnung
Die Herrschaft mit dem Gut Aspersdorf umfasste zuletzt die Ortsobrigkeit über Weyerburg, Eggendorf, Kleinstetteldorf, Roggendorf, Altenmarkt, Haslach, Mariathal, Aspersdorf und Füllersdorf. Der Sitz der Verwaltung befand sich im Schloss Weyerburg.

## Geschichte
Letzter Inhaber der Familienfideikommissherrschaft war Karl Friedrich Graf von Schönborn-Buchheim, Herr der Herrschaften Schönborn, Mautern und Rossatz weiters Arnfels, Dornegg und Schmirnberg sowie Munkács und Szent Miklós (im damaligen Ungarn), als diese in den Reformen 1848/1849 aufgelöst wurde. Die Herrschaft Szent Miklós zählte zu den größten in Osteuropa und bestand 1731 aus 4 Städten und 200 Dörfern mit einer Gesamtfläche von 2.400 Quadratkilometern.